# Brinckochrysa stenoptera
Brinckochrysa stenoptera är en insektsart som först beskrevs av Navás 1910.  Brinckochrysa stenoptera ingår i släktet Brinckochrysa och familjen guldögonsländor. Inga underarter finns listade i Catalogue of Life.